# Giovanni Giuseppe Origlia Paolino
Giovanni Giuseppe Origlia Paolino (Polla, 24 luglio 1718 – 1784 circa) è stato un giurista, storico e filosofo italiano.

## Biografia
Nato probabilmente a Napoli, fu autore di quattro "trattenimenti" De' principj del dritto naturale, stampati a Napoli nel 1746 presso Giovanni di Simone, di un supplemento al Dizionario storico portatile dell'abate Jean Baptiste Ladvocat, ma è noto soprattutto per i due volumi della sua Istoria dello studio di Napoli, uscita anch'essa dalla stamperia di Giovanni di Simone nel 1753-1754.
Si tratta della prima storia compiuta dell'Università di Napoli, nella quale l'autore dimostra "con buoni argomenti" (come ricorda Girolamo Tiraboschi nella sua Storia della letteratura italiana), che quell'università non fu veramente "fondata" da Federico II di Svevia, ma, prima di lui, dai Normanni, benché questi non le dessero "veramente forma di università" e non la "onorassero dei privilegi che a tali corpi convengono", cosa che invece fu fatta da Federico, che così meritò la fama di suo vero fondatore.

## Opere
- Istoria dello Studio di Napoli, in cui si comprendono gli avvenimenti di esso più notabili da' primi suoi principj fino a' tempi presenti, con buona parte della storia letteraria del Regno, 2 voll. (I; II), In Napoli, nella stamperia di Giovanni di Simone, 1753-1754.